# Mateu Alemany
Mateu Alemany Font (ur. 24 lutego 1963 w Andratx w Hiszpanii) – hiszpański menedżer sportowy, od marca 2021 dyrektor sportowy FC Barcelony. Były prezes Realu Mallorca (pełnił tę funkcję w latach 2000–2005 oraz 2009-10). Od 2017 do listopada 2019 dyrektor generalny w Valencii CF.

## Kariera
W 1990 prezydent Realu Mallorca, Miquel Contestí zaproponował mu stanowisko asystenta zarządu klubu, którą pełnił w okresie od 1 lipca 1990 do 30 czerwca 1993. Od 1 lipca 1993 do 31 sierpnia 2000 Prezes Zarządu Realu Mallorca.
W 2000 Florentino Pérez został prezydentem Realu Madryt i zaproponował Mateu Alemanyemu stanowisko dyrektora generalnego klubu, które ten odrzucił. Przyczyną odrzucenia propozycji Péreza, było powierzenie Alemanyemu przez ówczesnego prezydenta Realu Mallorca, Guillema Reynésa, prezydentury w klubie. W okresie prezydentury Alemanyego w latach 2000–2005 Real Mallorca zdobył w 2003 piłkarski Puchar Hiszpanii, a gwiazdą drużyny był wówczas kameruński napastnik Samuel Eto’o.
W 2007 Alemany kandydował na prezydenta Hiszpańskiego Związku Piłki Nożnej RFEF.
Od 27 marca 2017 do 2019 był dyrektorem generalnym Valencia CF. 7 listopada 2019 został odwołany ze stanowiska, co wywołało liczne kontrowersje wśród kibiców klubu.
26 marca 2021 objął stanowisko dyrektora sportowego w FC Barcelona podczas prezydentury Joana Laporty.